# Kampen Zuid vasútállomás
Kampen Zuid vasútállomás vasútállomás Hollandiában, Kampen településen. Az állomás 2012 december 9-én nyílt meg, két vágánya és két peronja van. Az Nederlandse Spoorwegen üzemelteti.

## Vasútvonalak
Az állomást az alábbi vasútvonal érintik:

## Kapcsolódó állomások
A vasútállomáshoz az alábbi állomások vannak a legközelebb:
- Dronten vasútállomás
- Zwolle vasútállomás

## Forgalom
Vasút
- Amsterdam - Almere - Lelystad - Zwolle között, Sprinter, óránként 2x

Busz
- 11-es busz: Kampen Zuid vasútállomás - Flevowijk - Hagenbroek - Kampen vasútállomás
- 12-es busz: Kampen Zuid vasútállomás - Bovenbroek - Kampen vasútállomás